# DeSoto 1961
DeSoto (1961 rok modelowy) – samochód osobowy klasy wyższej produkowany przez amerykański koncern Chrysler pod marką DeSoto w 1960 roku. Był ostatnim produkowanym samochodem tej marki, następcą modelu Fireflite, nie nosząc już indywidualnej nazwy modelu. Napędzał go silnik benzynowy w układzie V8 o pojemności 5,9 litra; wersje nadwoziowe obejmowały dwu- i czterodrzwiowy hardtop. Powstało ich 3034 sztuki.

## Historia i opis modelu
Na rok modelowy 1961 – ostatni rok istnienia marki DeSoto – przygotowano jedynie przestylizowany model Fireflite z 1960 roku, nienoszący już jednak nazwy modelu, a jedynie oznaczenia opisowe wersji nadwozia DeSoto 2-Door Hardtop i 4-Door Hardtop. Zdecydowano już wówczas w korporacji Chryslera o likwidacji dla oszczędności marki DeSoto, która osiągała coraz niższe wyniki sprzedaży. Konstrukcja i nadwozie były nadal oparte na Chryslerze, również produkcję prowadzono w fabryce Chryslera w Detroit na Jefferson Avenue. Nadwozie zostało przestylizowane w stylu Chryslera na ten rok, z charakterystycznymi podwójnymi reflektorami rozmieszczonymi ukośnie. Główną różnicę między DeSoto a Chryslerem stanowiła atrapa chłodnicy o innym kształcie, rozdzielona na dwa „piętra”, z napisem DESOTO na górnej, węższej części. Nadal zwracający uwagę element stylistyki stanowiły duże płetwy z tyłu, z lampami zespolonymi na ich końcach. Wnętrze było oparte na Chryslerze Windsor.

### Warianty
Listę wersji nadwoziowych ograniczono do dwóch: dwudrzwiowego hardtopa (cena podstawowa 3012 dolarów) i czterodrzwiowego hardtopa (3166 dolarów). Rozstaw osi wynosił 122 cale (3099 mm). Jedyny dostępny silnik TurboFlash z dwugardzielowym gaźnikiem o pojemności 361 cali sześciennych (5916 cm³) osiągał moc 265 KM przy 4400 obr./min (mniej niż w poprzednim roku). Standardem była automatyczna skrzynia biegów Torqueflite, uruchamiana przyciskami na desce rozdzielczej, a opcją była 3-biegowa skrzynia manualna (z rabatem w wysokości 227 dolarów). Opony były rozmiaru 8,00 × 14. Podobnie jak w przypadku poprzedniego modelu, nadwozie było samonośne; zawieszenie przednich kół było na drążkach skrętnych (Torsion-Aire), zawieszenie tylne na resorach wzdłużnych.

### Koniec produkcji
Gamę na 1961 rok zaprezentowano 14 października 1960 roku, a zaprzestano produkcji już 30 listopada tego samego roku. Wyprodukowano ich 3034, w tym 2123 czterodrzwiowe hardtopy i 911 dwudrzwiowych hardtopów. Samochody sprzedawane były za pośrednictwem łączonych dealerów Plymouth – DeSoto. W koncernie Chryslera miejsce DeSoto jako samochodu pośredniej klasy, w cenie ok. 3000 dolarów, zajął bliźniaczy nowo wprowadzony najtańszy model Chryslera – Chrysler Newport, a w kolejnym roku też najdroższy model Dodge′a – Dodge Custom 880 (oba w cenie od 2964 dolarów wzwyż).

### Silnik
- V8 5,9 l (361 CID) 295 KM